# Le Contemporain

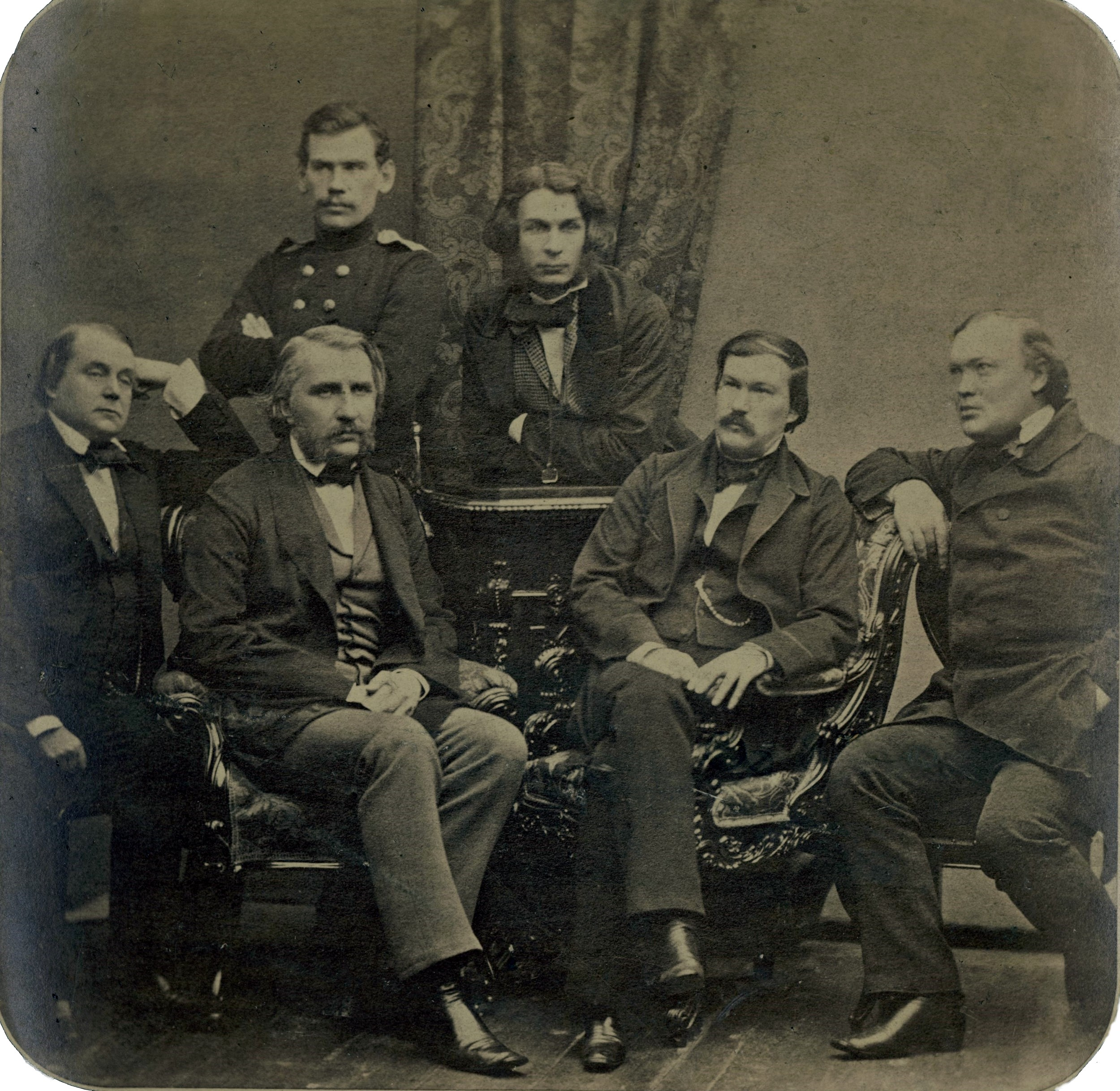
Sergueï Levitski, Écrivains publiés par Le Contemporain. De gauche à droite : (assis) Ivan Gontcharov, Ivan Tourgueniev, Alexandre Droujinine et Alexandre Ostrovski - (debout) Léon Tolstoï et Dmitri Grigorovitch ; photographie de 1856.

Le Contemporain (en russe : Sovremennik, Современник) est le titre de plusieurs revues et journaux russes du XIXe siècle et du début du XXe siècle.

## Le Contemporainde Pouchkine et Pletniov

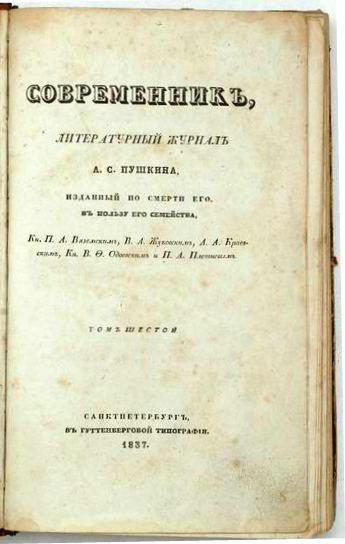
Le Contemporain en 1837

Fondée par Alexandre Pouchkine, cette revue trimestrielle politico-littéraire parut pour la première fois à Saint-Pétersbourg en 1836. Elle fit paraître des œuvres de Gogol, comme Le Nez, ainsi que de Tourguéniev, de Joukovski, de Viazemski, de Koltsov, d'Ievgueni Baratynski, de Vladimir Sollogoub, de Tiouttchev, etc. Le premier numéro eut un certain retentissement avec l'article du baron von Rosen consacré au rythme en poésie. Il y eut des articles sur la poésie, la prose, des critiques littéraires, des articles historiques et ethnographiques. Cependant la haute tenue du contenu déconcerta le public et la revue n'eut pas le succès escompté. Il n'y eut au début que 600 abonnés... Pouchkine y donna pourtant certaines de ses nouvelles œuvres, parmi elles la Fille du capitaine. Après la mort de Pouchkine, la rédaction se regroupa autour de Viazemski, puis de Piotr Pletniov. On y publia les premières pages de la romancière Sophia Zakrevskaïa (ru) en 1837 et des articles, vers, traductions et récits de Fiodor Korf. La revue devint mensuelle à partir de 1843 et fut vendue en 1846 à Nikolaï Nekrassov et Ivan Panaïev.

## Le Contemporainde Nekrassov et Panaïev
Nekrassov et Panaïev publièrent une nouvelle formule mensuelle le 1er janvier 1847. Alexandre Nikitenko en fut au début le rédacteur en chef, mais bien vite l'influence prestigieuse de Vissarion Belinski se fit sentir. La rédaction déménagea au n°19 de la Fontanka jusqu'en 1857.
Nekrassov invita Tourgueniev et Gontcharov à publier leurs nouvelles, ainsi qu'Herzen (Qui est coupable ?), Ogariov, Droujinine. Plus tard ce furent aussi Tolstoï, Soloviov et Kavéline. Le succès de la revue a été largement attribué à Nekrassov, considéré alors à juste titre comme un éditeur d'auteurs importants, tant russes qu'étrangers.  Il a notamment publié des traductions de Balzac, de Flaubert, George Sand, Charles Dickens, etc.
Le Contemporain eut un supplément satirique : Svistok (Le Sifflet), créé à l'initiative de Nikolaï Dobrolioubov, qui publiait des parodies d'œuvres célèbres de la littérature russe.
Peu à peu, surtout après la guerre de Crimée, Le Contemporain prit une tournure démocrate et révolutionnaire, à l'encontre de l'idéologie officielle impériale, sous l'influence de Nikolaï Tchernychevsky et de Nicolaï Dobrolioubov (mort en 1861), mais polémiqua aussi, non seulement avec des journalistes conservateurs, mais aussi avec des journalistes libéraux, comme Katkov du Messager russe (1861). Une scission s'ensuivit, Tourgueniev, Tolstoï et Dmitri Grigorovitch quittèrent la rédaction.
Le Contemporain s'interrompit pendant huit mois en 1862 et, en 1863. Nekrassov invita Mikhaïl Saltykov-Chtchedrine (pendant quelques mois), le philosophe anti-idéaliste et anti-platonicien Maxime Antonovitch, Grigori Elisseïev (qui inspira Dostoïevski pour son personnage de Rakitine, dans Les Frères Karamazov) et Alexandre Pypine à collaborer à la revue qui prit ainsi une tournure plus radicale. Le journal fut fermé en juin 1866, après l'attentat contre Alexandre II, et une partie de ses journalistes entra aux Annales de la Patrie, à la suite de Nekrassov.
Cependant, les difficultés financières que connut la revue liées au manque de liberté de la presse en Russie amenèrent sa fermeture en 1866, au moment de l'arrestation du révolutionnaire Tchernychevsky sur ordre du tsar.

## Le Contemporain1911-1915
Alexandre Amphitheatrov dirigea une nouvelle revue consacrée à l'art, à la politique, aux faits de société, à la science et à la littérature qui n'avait plus rien à voir avec l'ancien titre. À partir de 1913, il fut remplacé par Nicolas Soukhanov. Le titre ferma en 1915. Son adresse était au 46 rue Sadovaïa.